# Fantasia (musica)
La fantasia musicale, o semplicemente fantasia, è una forma di composizione che affonda le sue radici nell'improvvisazione. È una composizione libera, strutturata secondo la fantasia dell'autore, che non rientra nei canoni di nessuna forma musicale codificata.
Le prime forme di fantasie musicali si debbono al periodo tardo-rinascimentale e pre-barocco. Ricordiamo tra i vari compositori Girolamo Frescobaldi. In questo periodo la fantasia è una forma contrappuntistica strumentale, affine a ricercare e canzona, di carattere in genere poco fiorito in cui vengono presentati diversi temi in sequenza o alcuni anche talvolta sovrapposti in contrappunto multiplo. In genere questi temi vengono presentati a entrate a distanze arbitrarie: a diversi episodi con entrate lontane si alternano altri episodi con entrate anche molto vicine, in una maniera che darà origine allo stretto della fuga. Frequenti sono anche i cambi di suddivisione, ad esempio binarie e ternarie alternate, come avviene sovente anche nella canzona. 
Differente ruolo viene dato alla fantasia durante il barocco e più precisamente dal compositore Johann Sebastian Bach, il quale conferì al genere della fantasia una dignità musicale decisamente superiore, nella sua Fantasia cromatica e Fuga e nella III Partita in La minore per clavicembalo.
Assai notevoli per musicalità e perfezione stilistica le fantasie di Mozart, tra cui vanno annoverate le celeberrime e scure fantasie K 397 in re minore e K 475 in do minore, la fantasia in sol minore op.77 di Beethoven e le fantasie romantiche di Schubert e Fryderyk Chopin e Schumann.